# Conscious Reggae
Conscious Reggae (engl. conscious  „gewissenhaft, verantwortungsbewusst“) ist eine Ausdrucksform des Reggae, die hauptsächlich durch textliche Inhalte definiert ist. Diese Strömung steht mit ihren sowohl religiösen als auch gesellschaftskritischen Liedern in der Tradition bekannter Reggaekünstler wie Bob Marley. Conscious Reggae entstand Mitte der 1990er Jahre, nach einer Zeit, die vom sogenannten „Slackness Reggae“ (eine auf die sexistisch-oberflächlichen Texte bezogene Frühform des heutigen Dancehall Reggae), welcher seit Marleys Tod 1981 aufkam, geprägt war.
Stilistisch ist der Roots Reggae vom Conscious Reggae durch einige Elemente zu unterscheiden. Der Hauptunterschied liegt in den Einflüssen: Während der Roots Reggae von Soul, Blues, Jazz und Calypso sowie in geringem Maße auch von Punk und Rock beeinflusst wurde und in der direkten Tradition von Mento, Ska und Rocksteady stand, enthält Conscious Reggae neben dem Roots Reggae selbst als Haupteinfluss vorwiegend Einflüsse der eher elektronischen Mainstream-Genres Dancehall/Raggamuffin, Hip-Hop und R&B; textlich sind beide Stile sehr ähnlich, wobei sich Roots Reggae eher mit orthodoxerer Rastafari-Thematik (etwa Haile Selassie als göttliche Reinkarnation) befasst und Conscious Reggae neben den überwiegenden (liberaleren) Rastafari-Themen auch „weltlichere“ Themen (etwa Judaismus) behandelt. Der Übergang zwischen Roots Reggae und Conscious Reggae ist jedoch fließend.
Bekannte Vertreter des Conscious Reggae sind beispielsweise Headcornerstone, Burning Spear, Steel Pulse, Gentleman und Ganjaman.